# Черетів
Че́ретів — село в Україні, у Верховинській селищній громаді Верховинського району Івано-Франківської області.

## Історія
Івано-Франківська обласна Рада народних депутатів рішенням від 14 червня 1994 року передала село Черетів з Верхньоясенської сільради до Буковецької.
12 червня 2020 року, відповідно до Розпорядження Кабінету Міністрів України  № 714-р «Про визначення адміністративних центрів та затвердження територій територіальних громад Івано-Франківської області», увійшло до складу Верховинської селищної громади.
19 липня 2020 року, в результаті адміністративно-територіальної реформи та ліквідації Верховинського району, село увійшло до складу новоутвореного Верховинського району.

## Населення
Згідно з переписом УРСР 1989 року чисельність наявного населення села становила 311 осіб, з яких 142 чоловіки та 169 жінок.
За переписом населення України 2001 року в селі мешкало 325 осіб. 100 % населення вказало своєю рідною мовою українську.

## Пам'ятки
Неподалік розташована пам'ятка природи — скелі «Писаний Камінь».
20 жовтня 2015 року в Черетові встановлено хрест та пам'ятну табличку на 60 річчя з часу загибелі останнього повстанця Верховинського району — Миколи Марусяка («Богдана») на місці його загибелі. Панахиду провів настоятель храму Вознесіння Ісуса Христа о. Петро Соколовський.